# Izera (góra)
Izera (czes. Jizera, niem. Siechhübel) – wzniesienie o wysokości 1122 m n.p.m., w północno-środkowych Czechach, w Sudetach Zachodnich, w Górach Izerskich.

## Położenie
Wzniesienie położone jest w Sudetach Zachodnich, w zachodniej części Gór Izerskich, na północny zachód od czeskiej osady Jizerka.

## Fizjografia
Izera jest trzecim pod względem wysokości szczytem Gór Izerskich, a drugim co do wysokości szczytem czeskiej części Gór Izerskich, wyrasta na rozległej szczytowej wierzchowinie, pomiędzy wzniesieniami Na Kneipe po zachodniej stronie i Cerny vrch po wschodniej w grzbiecie Hejnicky hřeben, trzecim grzbiecie pasma Gór Izerskich. Jest to wzniesienie o kopulastym kształcie, z wyraźnie zaznaczonym wierzchołkiem, o stromych zboczach, które podkreślają wzniesienie w terenie. Zbudowane jest z karkonoskich granitów wieku karbońskiego. Na szczycie wzniesienia występuje grupa granitowych skałek, bloków skalnych, dochodzących do kilku m wysokości oraz duża ilość okazałych kamieni, które w bezładzie prawie na całym wzniesieniu gęsto zalegają wśród drzew. Zbocza poniżej szczytu trawersuje kilka leśnych dróg i ścieżek. Najbliższe otoczenie partii szczytowej zajmuje niewielka słabo zalesiona przestrzeń  porośnięta szczątkowymi resztkami pierwotnego lasu świerkowego, niższe partie porasta nasadzony młody las, w partiach poniżej szczytu występuje kosodrzewina. Na wschodnim zboczu poniżej partii szczytowej występują pojedyncze skały granitowe. Położenie góry, na rozległej szczytowej wierzchowinie oraz kształt góry i wyraźna część szczytowa, czynią górę rozpoznawalną w terenie.

## Inne
- Wzniesienie wymieniana było już w wieku XVI jako Bražec lub Bražecka hora. Późniejsza niemiecka nazwa Siebengiebel czes Sedmištít co oznacza Siedmioszczyt. Nazwa nawiązywała do licznych skałek znajdujących się na wierzchołku Jizery. Obecna nazwa zapoczątkowana została w XIX wieku i przetrwała do dziś w niezmienionej formie.
- Partie szczytowe Izery powyżej 1000 m n.p.m. objęte są rezerwatem przyrody "Prales Jizera", który został utworzony w 1987 roku i obejmuje teren 92 hektarów. W rezerwacie chronione są resztki pierwotnej świerczyny, która posiada duże znaczenie genetyczne.
- W latach osiemdziesiątych XX wieku w wyniku klęski ekologicznej, wywołanej zanieczyszczeniem powietrza i kwaśnymi deszczami, został zniszczony las porastający wzniesienie. Obecnie na stokach, w miejscu zniszczonego lasu, rośnie młode pokolenie drzew, o klęsce przypominają jedynie wystające ponad młodnik obumarłe kikuty drzew.
- Po północno-zachodniej stronie u podnóża wzniesienia położone są źródła potoku Bílá Smédá, a na południowo-zachodniej stronie zbocza źródła potoku Bílá Desná.

## Turystyka
Na szczyt wzniesienia prowadzi szlak turystyczny:
- - odchodzący na rozgałęzieniu przy łące Malá Klečová louka u północno-zachodniego podnóża od niebieskiego szlaku.
- Na szczyt, południowo-zachodnim zboczem prowadzi nie oznakowana ścieżka.
- Wierzchołek wzniesienia stanowi punkt widokowy, z którego roztacza się rozległy widok na Góry Izerskie i zachodnią część Karkonoszy.